# たかやKi
たかやKi（たかやき、1月6日 - ）は、日本の漫画家・イラストレーター。男性。埼玉県出身。

## 作品リスト

### 漫画
- 『ひょうい☆ドン!』（秋田書店『チャンピオンRED いちご』連載〈チャンピオンREDコミックス〉、全2巻）
  1. 2013年3月19日発売[4]、ISBN 978-4-253-23375-0
  2. 2014年11月20日発売[5]、ISBN 978-4-253-23376-7
- 『ユカとマリと委員長』（双葉社『COMICすもも』→『コミックハイ!』にて連載中）

### 成年向け漫画
- 『恋糸記念日』（2011年8月17日発売[6]、コアマガジン〈メガストアコミックス310〉、ISBN 978-4-86436-048-7）
  - 『恋糸記念日 新装版』（2019年1月25日発売[7]、ジーオーティー〈GOTコミックス〉、ISBN 978-4-81480-149-7）
- 『年下しんどろ〜む』（2019年3月25日発売[8]、ジーオーティー〈GOTコミックス〉、ISBN 978-4-8148-0168-8）

### 画集
- 『たかやKi画集 BRILLIANT ありふれた職業で世界最強』（2019年9月25日発売[9]、オーバーラップ、ISBN 978-4-86554-541-8）

### 小説イラスト
- 『踊る星降るレネシクル』（2010年4月 - 2020年10月、著：裕時悠示、SBクリエイティブ〈GA文庫〉、全7巻）
- 『ありふれた職業で世界最強』（2013年11月 - 、著：白米良、オーバーラップ〈オーバーラップ文庫〉、既刊20巻）
- 『クラウは食べることにした』（2017年8月1日発売[10]、著：藤井論理、KADOKAWA〈角川スニーカー文庫〉、ISBN 978-4-04106-028-5、全1巻）
- 『継母の連れ子が元カノだった』（2017年8月 - 、著：紙城境介、KADOKAWA〈角川スニーカー文庫〉、既刊12巻）
- 『異世界帰りの勇者が現代最強!』（2018年7月 - 、著：白石新、SBクリエイティブ〈GAノベル〉、既刊2巻）
- 『うちの勇者ちゃん達がレベル99になっても初心者の館を卒業しない件について』（2022年6月 - 、著：時田唯、KADOKAWA〈電撃の新文芸〉、既刊1巻）
- 『黒幕ゲーム 学園の黒幕ですが完全犯罪で世界を救ってもいいですか?』（2024年3月 - 、著：久追遥希、KADOKAWA〈MF文庫J〉、既刊2巻）

### ゲーム原画
- 『MeltyMoment -メルティモーメント-』（2014年、HOOKSOFT）
- 『トラベリングスターズ』（2015年、HOOKSOFT）

### アニメ
- 『失われた未来を求めて』（2014年、第9話後提供イラスト）
- 『ありふれた職業で世界最強』（2019年、第13話エンドカード）
- 『ネコぱら』（2020年、第7話エンドカード）